# Ceriana lateralis
Ceriana lateralis är en tvåvingeart som först beskrevs av Walker 1859.  Ceriana lateralis ingår i släktet griffelblomflugor, och familjen blomflugor. Inga underarter finns listade i Catalogue of Life.